# Aeroportul Lal Bahadur Shastri
Aeroportul Lal Bahadur Shastri (IATA: VNS, ICAO: VIBN) este un aeroport din Varanasi, Varanasi district⁠(d), Varanasi division⁠(d), Uttar Pradesh, India ce deservește zona Varanasi. Aeroportul a fost tranzitat în decembrie 2022 de 214.887 de pasageri.
Situat la o altitudine de 81 m, aeroportul dispune de o singură pistă. Este operat de Airports Authority of India⁠(d).